# Adolf Hottinger
Adolf Hottinger (* 21. November 1897 in Basel; † 9. Februar 1975)  war ein Schweizer Internist und Pädiater.

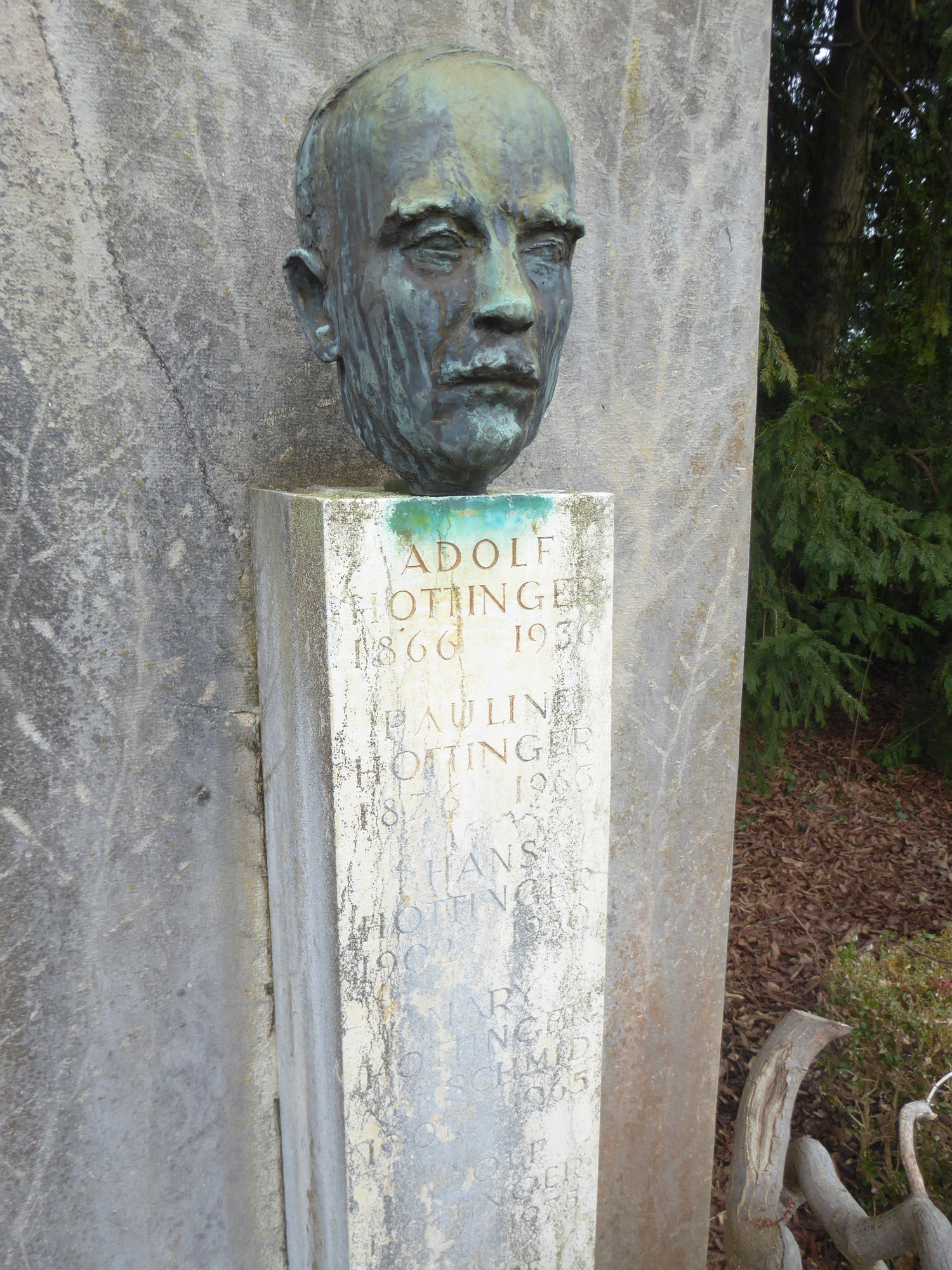
Familiengrab auf dem Friedhof am Hörnli. Büste von Alexander Zschokke.

Hottinger war ein Bankiersohn aus Basel. Hottinger war unter Albert Eckstein Arzt an der Kinderklinik in Düsseldorf, musste aber mit seiner jüdischen Frau Deutschland nach der Machtübernahme der Nationalsozialisten verlassen. Nach 1945 leitete er ein Nothospital für KZ-Häftlinge in Herisau. Er wurde 1954 Ordinarius für Pädiatrie an der Universität Basel und Leiter des Kinderspitals als Nachfolger von Ernst Freudenberg. Nachmittags hatte er eine Privatpraxis am Petersplatz, wo er wohnte. 1961 war er Dekan der medizinischen Fakultät.
Er galt als dynamisch und aufgeschlossen.
Er war Mitarbeiter am Handbuch der inneren Medizin (4. Auflage, Band 1, 1952, Die Anginen, Diphtherie).
1948 bis 1950 war er Präsident der Schweizer Gesellschaft für Pädiatrie und 1950 Vizepräsident des Internationalen Kongresses für Kinderheilkunde in Zürich.
Er ist der Vater des Journalisten und Nahostexperten der NZZ Arnold Hottinger und des Paläontologen Lukas Hottinger. Die Ehefrau Margareta Hottinger-Cahn (genannt Greta, 1897–1981) von Hottinger war die Tochter des jüdischen Internisten Arnold Cahn, der mit Albert Schweitzer befreundet war. Sie war promovierte Chemikerin und Medizinerin und musste in der Zeit des Nationalsozialismus wie ihr Bruder Karl Eduard Cahn-Bronner Deutschland verlassen (er war später Professor an der University of Illinois in Chicago).
Seine letzte Ruhestätte fand Adolf Hottinger auf dem Friedhof am Hörnli.